# تشيبر (مخدرات)
التشيبر يشير الى الاشخاص الذين يستخدمون المخدرات الترفيهية  لكن ليس بشكل منتظم او بالتكرار الذي يؤدي للادمان.يستخدم بشكل خاص للاشارة الى الاشخاص متقطعي الاستخدام للافيون ومدخني التبغ.
ويمكن ان يشير ايضا الى الاشخاص مستخدمي مختلف انواع المخدرات الترويحية,لكن ليس بشكل معتاد.

## المدخنين "الاجتماعيين".
يتم الاعتقاد بان مستخدمي التبغ لكن بشكل عرضي على انهم مدخنون اجتماعيون وهو مصطلح يتشابه بالمعنى مع شاربي الكحول الاجتماعيون. "ومع ذلك، تشير الأدلة إلى أن هذا يُمثل فقط أقلية من مستخدمي التبغ المتقطعين. ارتفعت نسبة انتشار التدخين غير اليومي في الولايات المتحدة بنسبة 40٪ بين عامي 1996 و2001." 

## نقطة التحول
يشير مصطلح التشيبر على انه مثال لنقطة التحول,حيث اذا بدأ الاشخاص العرضيون بالتدخين فوق حد معين (او نقطة التحول) ثم تتطور لديهم الرغبة الشديدة في التدخين بشكل منتظم ويصبحون مدمنين.

## التاريخ
يعود هذا المصطلح على الاقل الى السبعينات,حيث يتم استخدامه للاشارة الى استخدام المواد الافيونية.
تم استخدام هذا المصطلح بشكل ملحوظ في الإشارة إلى التبغ من قبل عالم النفس الدكتور سول شيفمان، الأستاذ في جامعة بيتسبرغ.